# Free Software Award
Free Software Award — щорічна премія FSF за внесок у розвиток вільного програмного забезпечення, заснована 1998 року. 2005 року введена друга номінація, що присуджується соціально значущим вільним проектам. З 2001 по 2005 вручалася на FOSDEM (англ. Free and Open source Software Developers' European Meeting — європейська конференція розробників вільного і відкритого програмного забезпечення). З 2006 року нагороди вручаються на щорічному засіданні членів FSF в Кембриджі, штат Массачусетс.

## Призери
1998 Ларі Воллза великий внесок у вільне ПЗ, зокрема Perl.
1999 Мігель де Ікасаза керівництво і роботу над проектом GNOME.
2000 Брайан Пол (Brian Paul)за розробку бібліотеки Mesa 3D.
2001 Гвідо ван Россумза Python.
2002 Лоуренс Лессіґза популяризацію вільного ПЗ.
2003 Алан Коксза вклад в розробку Linux-ядра.
2004 Тео де Раадтза роботу з відкриття драйверів, мікропрограм і документації для бездротових мережевих карт.
2005 Ендрю Триджеллза роботу над проектом Samba, розробку системи rsync і алгоритму xdelta, роботу, що призвела до відміни безкоштовної ліцензії на BitKeeper, що змусило розробників ядра Linux перейти на вільну систему управління версіями.
2006 Теодор Чжоу (Theodore Ts'o)за роботу над ядром Linux, за керівництво проектом Kerberos, за роботу над Open Network Computing Remote Procedure (ONC RPC), за координацію і розробку ключових утиліт проекту е2fs, за важливу роль у співтоваристві — організацію щорічних самітів kernel-розробників і публікацію навчальних матеріалів.
2007 Харальд Вельтеза OpenMoko і роботу з правового використання GNU GPL.
2008 Вієтс Венемаза технічний вклад у мережеву безпеку і створення поштового сервера postfix.
2009 Джон Ґілморза активне впровадження вільного ПЗ і розвиток ідеї свободи користувачів ПК. Пов'язаний з проектами: pdtar (GNU tar), GNU UUCP, GNU GDB і Kerberos, GNU Radio і GNU Gnash.
2010 Роб Севой (Rob Savoye)за Gnash і активну роботу над великою кількістю проектів.
2011 Юкіхіро Мацумотоза Ruby.
2012 Фернандо Переса (Fernando Pérez (software developer))за роботу над IPython і роль у науковому співтоваристві Python.
2013 Метью Гаррет (Matthew Garrett)за роботу з підтримки вільного ПЗ — Secure Boot, UEFI і ядро Linux
2014 Себастьєн Жодонь (Sébastien Jodogne)за роботу з полегшення обміну медичними знімками і розробку Orthanc.
2015 Вернер Кохзасновник GnuPG — інструменту для шифрованого зв'язку.

## Номіновані проекти
2005 Wikipedia
2006 Sahana FOSS Disaster Management System
2007 Groklaw
2008 Creative Commons
2009 Internet Archive
2010 Tor
2011 GNU Health
2012 OpenMRS
2013 Інформаційно-пропагандистська програма для жінок від GNOME Foundation
2014 Reglue
2015 Library Project Freedom

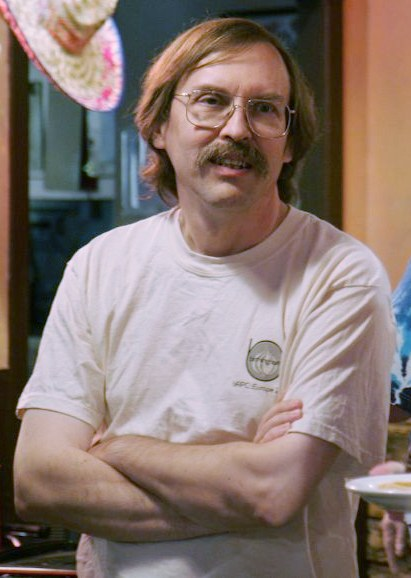
Ларрі Уолл, 1998
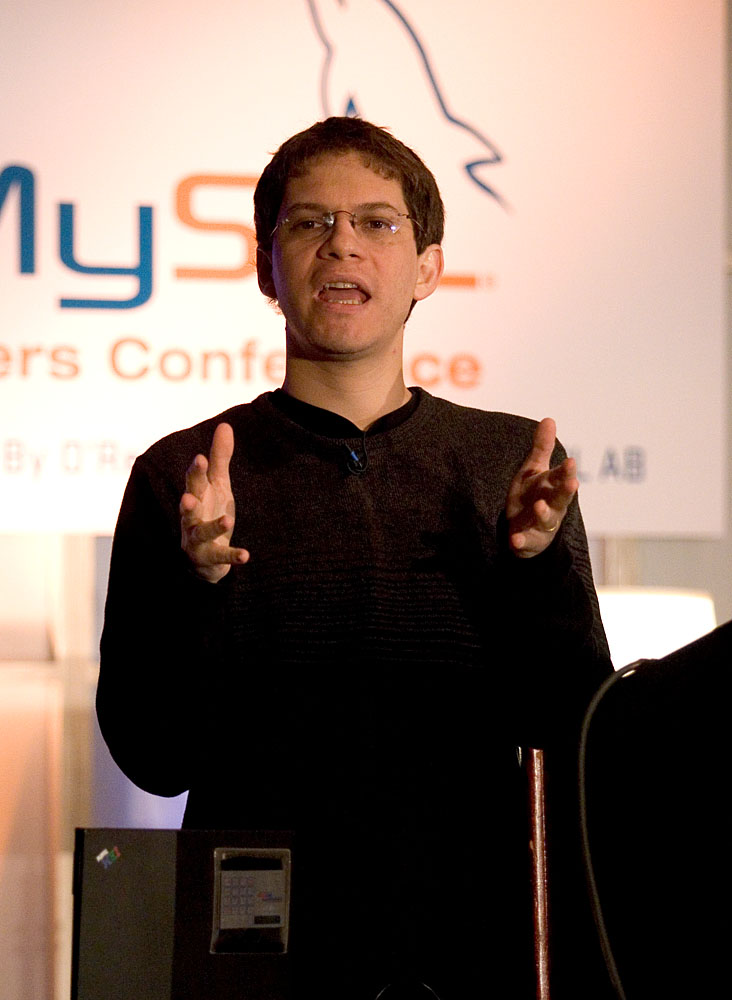
Мігель де Ікаса,  1999
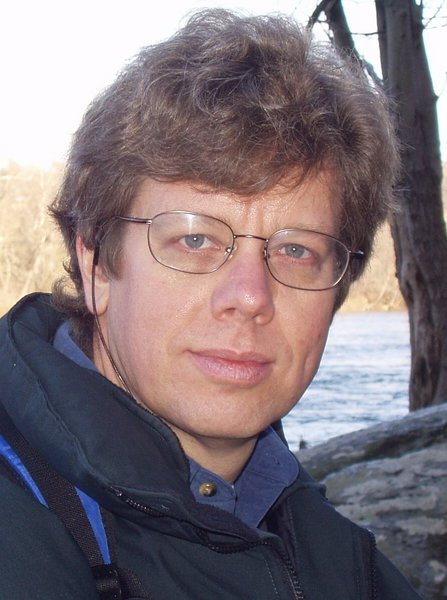
Гвідо ван Россум, 2001
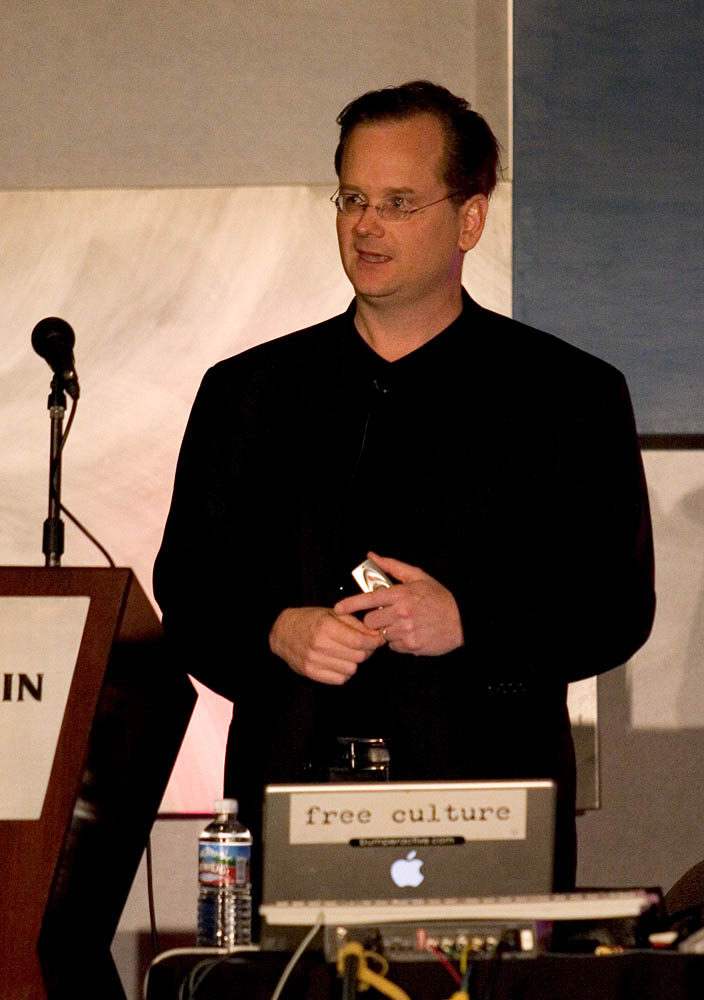
Лоуренс Лессіґ, 2002
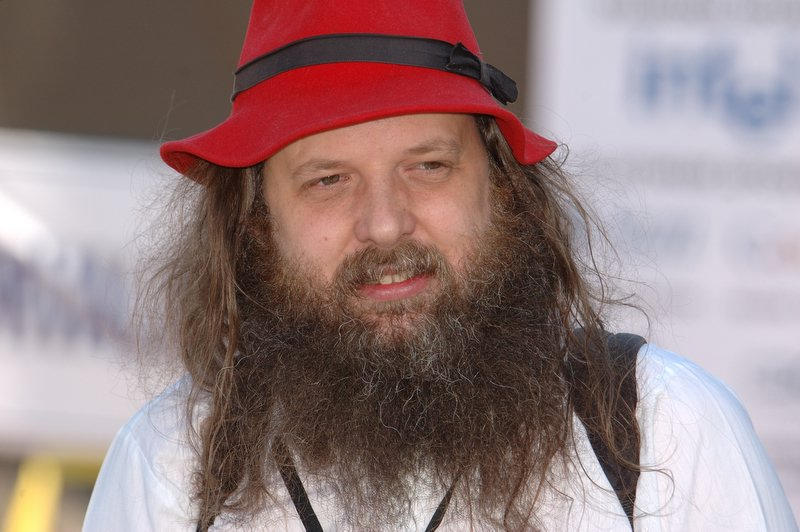
Алан Кокс,        2003
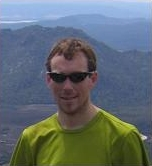
Тео де Раадт,    2004
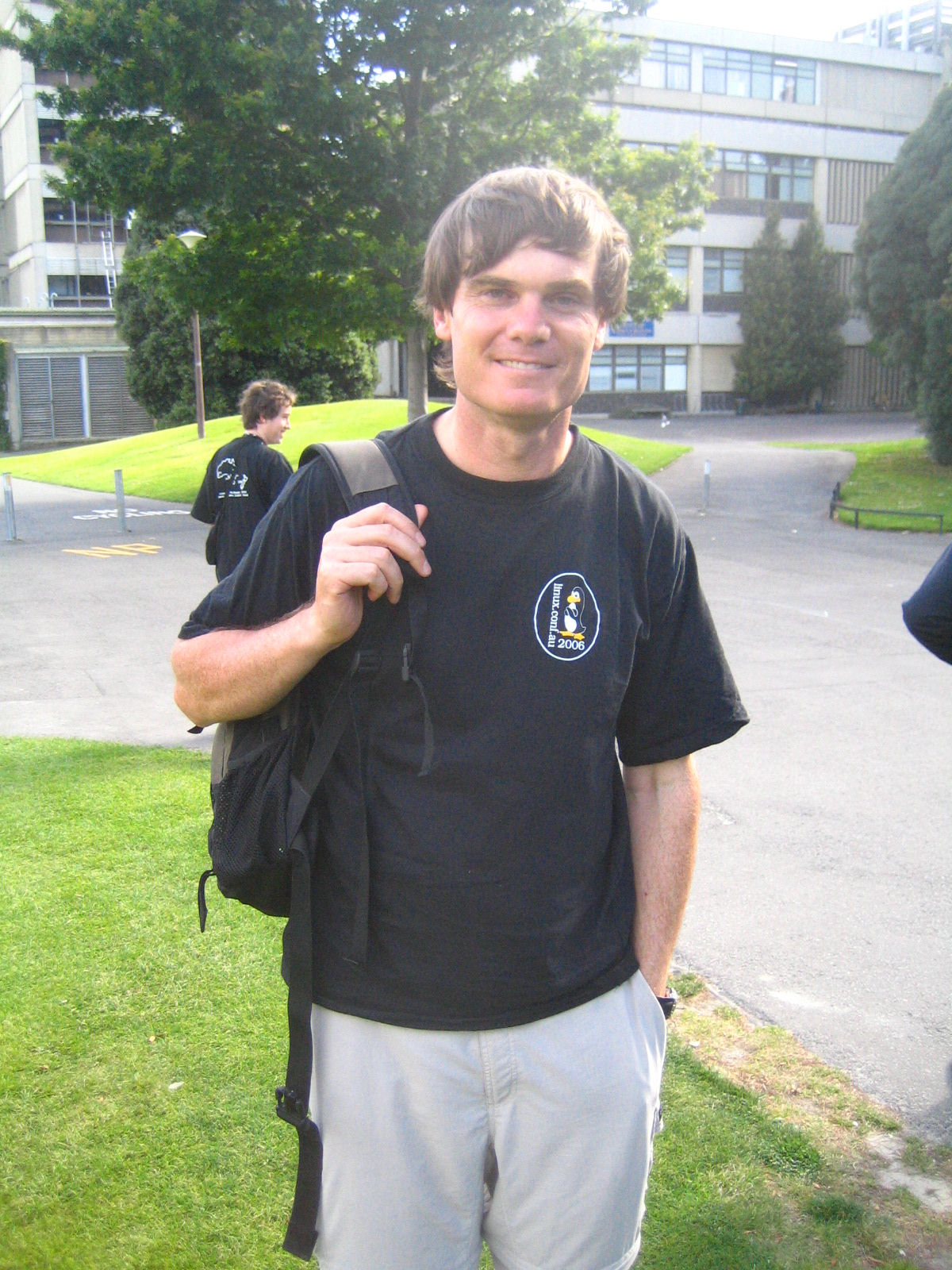
Ендрю Тріджелл, 2005
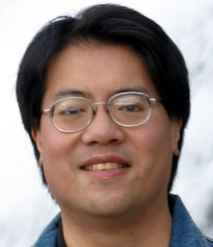
Теодор Тсо,    2006
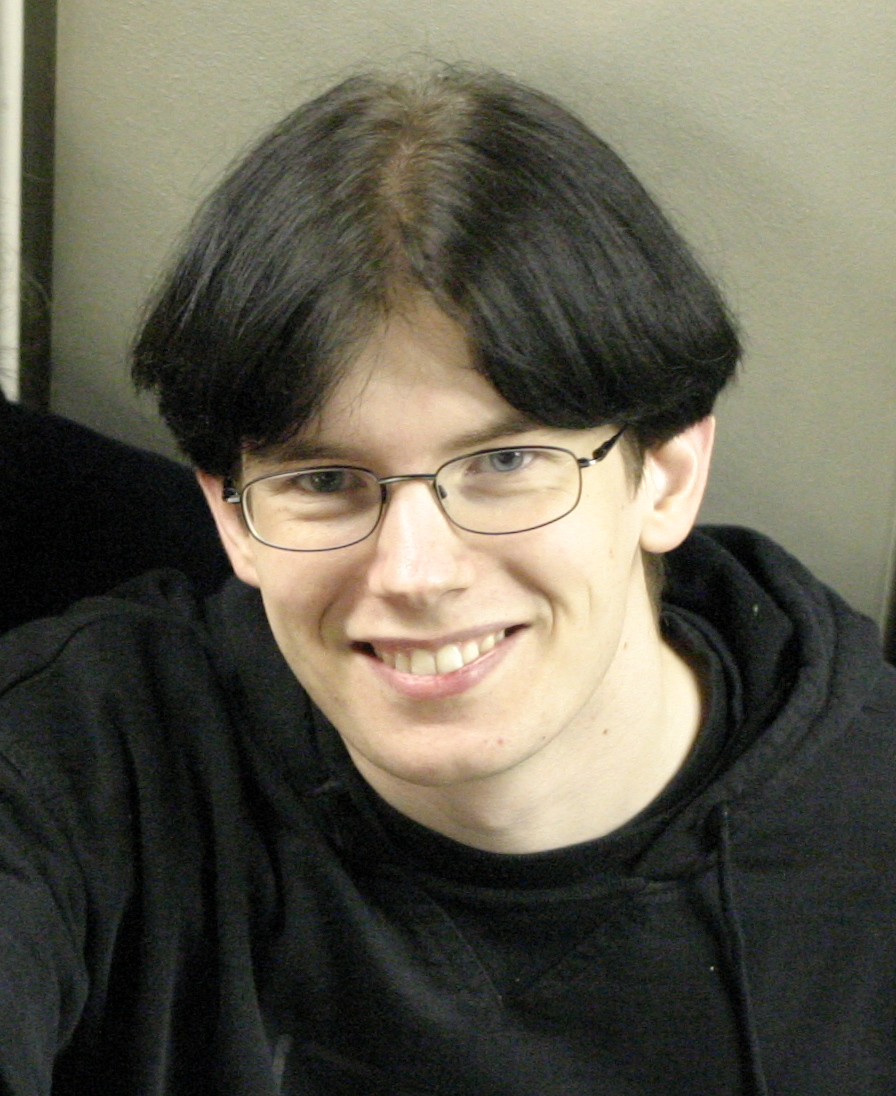
Харальд Вельте, 2007
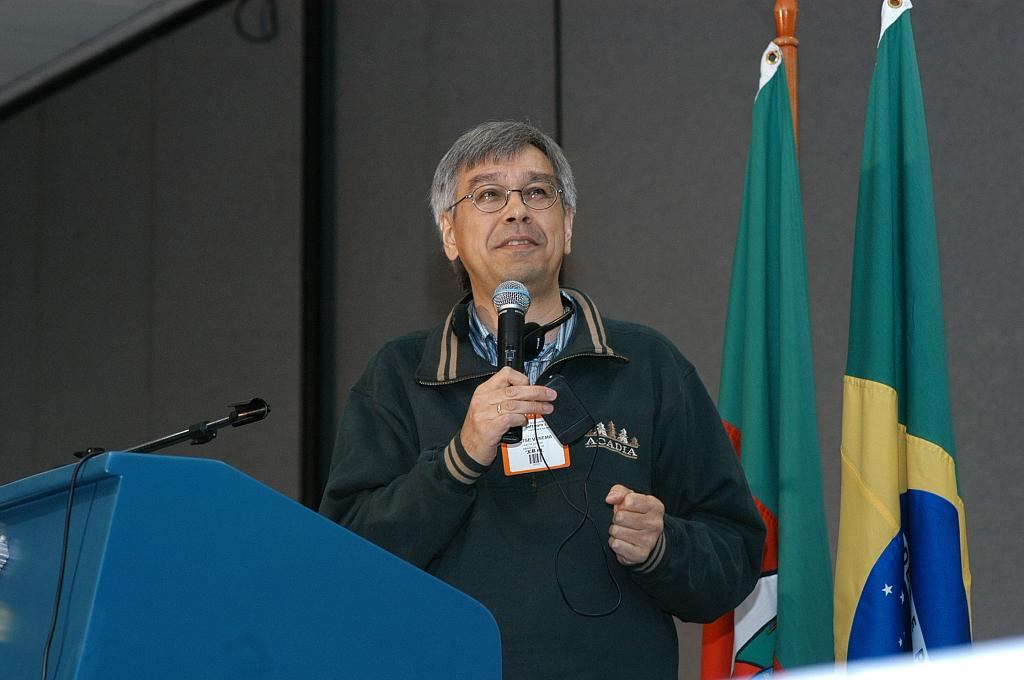
Вієтс Венема, 2008
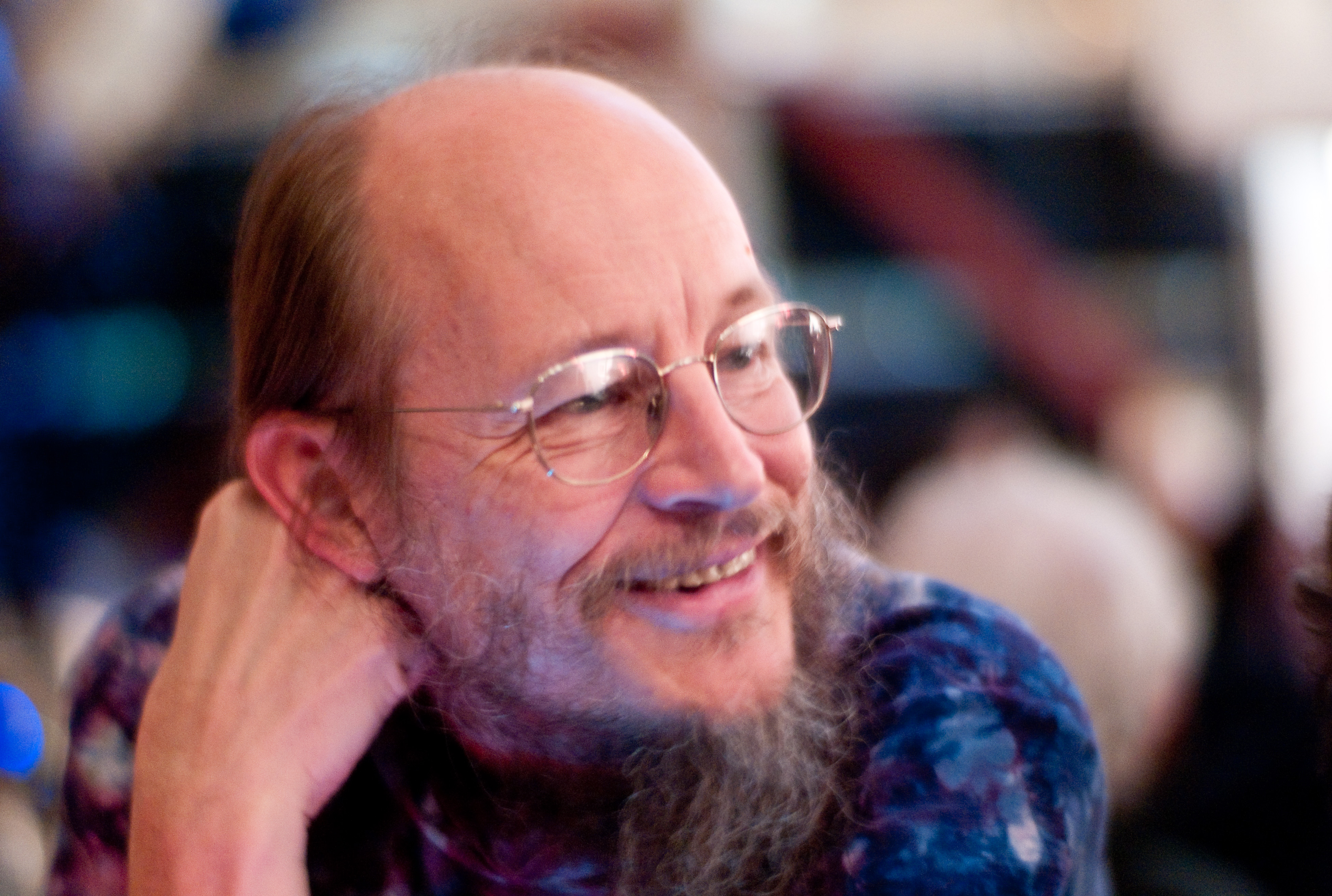
Джон Ґілмор, 2009
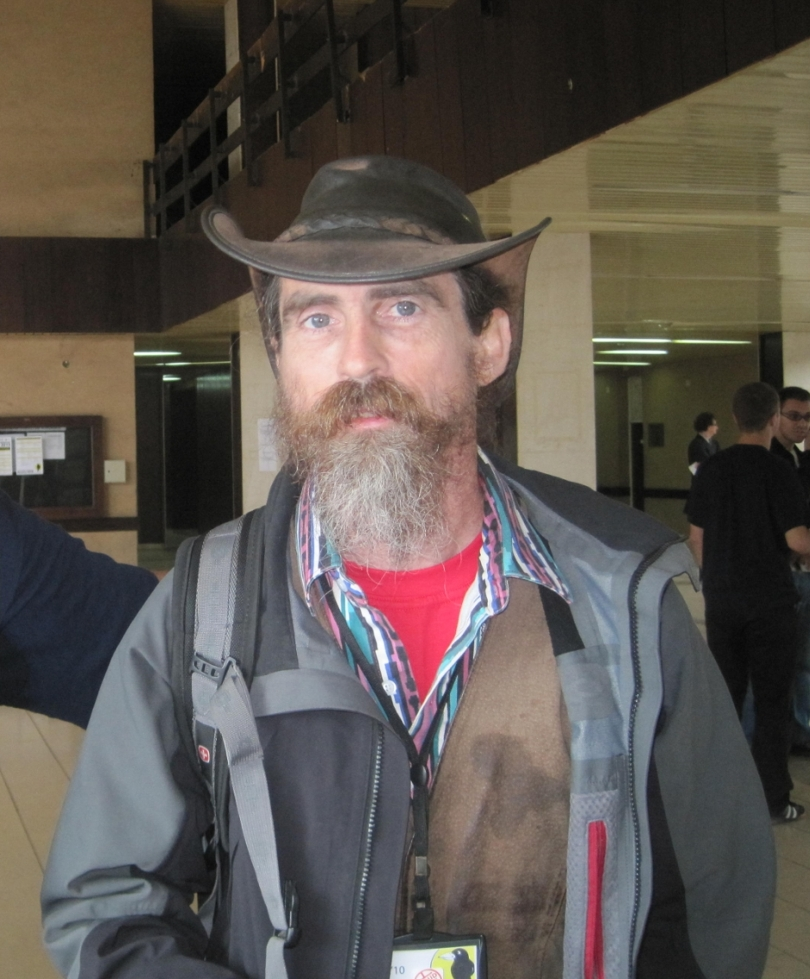
Роб Севой, 2010
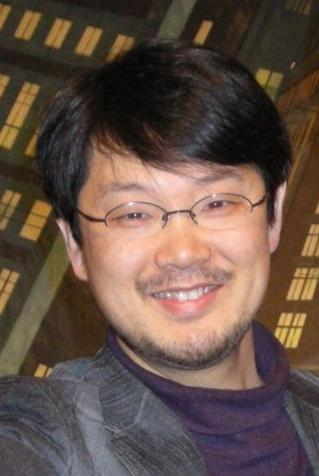
Юкіхіро Мацумото, 2011